# Bencsik Gábor (újságíró)
Bencsik Gábor (Budapest, 1954. szeptember 1. –) magyar újságíró, agrármérnök, történész, könyvkiadó. Bencsik István Kossuth-díjas szobrászművész fia, Bencsik András, a Magyar Demokrata című lap kiadó-főszerkesztőjének öccse.

## Életpályája
Felsőfokú tanulmányait 1973 és 1979 között a Gödöllői Agrártudományi Egyetemen, 2002 és 2006 között a Pécsi Tudományegyetemen végezte, 2010-ben PhD fokozatot szerzett.
1979-től egy évtizeden át a Nők Lapja újságírója volt. 1988–1989 között a Tudományos Dolgozók Demokratikus Szakszervezete (TDDSZ) országos választmányának tagja volt. 1989–1997 között a Magyar Újságírók Országos Szövetségének (MÚOSZ) főtitkáraként dolgozott. 1993 és 1997 között a Soros Alapítvány Tényfeltáró újságírás programja kuratóriumának elnöke volt. 1994–2001 között az Országos Sajtó Nyugdíjpénztár elnöke volt.
1994-ben megalapította a Magyar Mercurius Könyvkiadót, melynek 1996 óta igazgatója. 1997–1999 között a Nyugdíjpénztárak Országos Szövetségének elnöke volt. 2005 óta a Magyar Demokrata lapigazgatója. 2014 júniusától a Magyar Krónika című havilap főszerkesztője.
Érdeklődése az elmúlt évtizedben a cigányság problémái és története felé fordult.
Könyvkiadóként több tucat könyvet jelentetett meg – többek között a Magyar Roma Történeti Könyvtár négy kötetét.

## Művei
- Kis könyv a magyar hagymáról, Corvina, Budapest, 1989, ISBN 9631326349[2]
- Az üldözöttek, Magyar Mercurius, Budapest, 1994, ISBN 9630438909[2]
  - (A kincs címen is)
- A sárkányok természetrajza, Magyar Mercurius, Budapest, 1999, ISBN 9638552840[2]
- Horthy Miklós – a kormányzó és kora, Magyar Mercurius, Budapest, 2002, ISBN 9638552859[3]
- Igazságot Magyarországnak (Lord Rothermere és a magyar revízió), Magyar Mercurius, Budapest, 2002, ISBN 9638552867[2]
- Cigányokról, Magyar Mercurius, Budapest, 2008, ISBN 9789639872035[3]
- Vármegyék könyve (Millenniumi körkép Magyarországról, I–II.), Magyar Mercurius, Budapest, 2008, 2012, ISBN 9789639872004, ISBN 9789639872011[3]
- A régi Erdély népeinek képeskönyve (Kéziratos viseletkódex az Apafiak korából, társszerzőként: Oborni Teréz, Tompos Lilla mellett), Magyar Mercurius, Budapest, 2013, ISBN 9789639872042 (német nyelvű kiadás: Bilderbuch der Völker des alten Siebenbürgens, ISBN 9789639872066[3])
- Magyar cigány képes könyv (A magyarországi cigányság történeti ikonológiája, 1686-1914), Magyar Mercurius, Budapest, 2013, ISBN 978-963-9872-23-3[3] (angol nyelvű kiadás: Hungarian Gypsy Picture Book (The historic iconology of the Gypsies in Hungary, 1686-1914), ford. Magyarkuti Barna, Gregor Zsófia, ISBN 9789639872240)
- A lovasok (Álomjáték), Magyar Mercurius, Budapest, 2013 ISBN 9789639872226[3]
- Dolgaink (Versek és prózaversek), Magyar Mercurius, Budapest, 2014 ISBN 9789639872264[2]
- Mari története; Előretolt Helyőrség Íróakadémia, Budapest, 2020 ISBN 9786155814549 [4]
- Lavotta János utolsó délutánja (regény) Előretolt Helyőrség, Budapest, 2021 ISBN 9786155814938
- A kincs. Történelmi kalandregény; átdolg. kiad.; Magyar Mercurius, Budapest, 2023
  - (Az üldözöttek címen is)

## Díjai
- Magyar Arany Érdemkereszt (2024)[5]